# Matthias Billen
Matthias „Mattes“ Billen (* 29. März 1910 in Hamborn; † 1. Juli 1989) war ein deutscher Fußballnationalspieler. Der Offensivspieler war vor und während des Zweiten Weltkrieges aktiv in den Gauligen Niederrhein und Niedersachsen und kam 1947/48 als Routinier beim VfL Osnabrück in der Fußball-Oberliga Nord nochmals auf 18 Ligaeinsätze, wo er vier Tore erzielte.

## Laufbahn

### Vereine
Fußballerisch groß geworden ist Matthias Billen am Niederrhein, bei den schwarz-gelben „Löwen“ von SV Hamborn 07. Schon vor dem Beginn der Gauligaära brachten ihn seine herausragenden Offensivqualitäten in die westdeutsche Auswahl. Er gehörte zum Beispiel der WFV-Auswahl im Jahr 1932 an, die in Lille ein 3:3-Remis gegen eine Nordfrankreich-Auswahl erreichte. Die führenden Mannschaften in der Gauliga Niederrhein waren in den Anfangsjahren der VfL Benrath und Fortuna Düsseldorf. Mit Mitspielern wie Josef Rodzinski und Willi Suchy konnte er in der Elf vom Stadion an der Buschstraße bereits aber Reichstrainer Otto Nerz auf sich aufmerksam machen. So gehörte er dem DFB-Aufgebot für das WM-Qualifikationsländerspiel am 11. März 1934 gegen Luxemburg an, kam aber noch nicht zum Einsatz. In einem Trainingsspiel einer Hamborner Kombination Anfang April 1934 in Duisburg-Wedau im Rahmen eines Vorbereitungslehrganges gegen die Nationalmannschaft (4:3) vor der Weltmeisterschaft 1934 machte er wie auch seine Mannschaftskollegen Paul Zielinski und Rodzinski den Nationaltrainer Otto Nerz weiter auf sich aufmerksam und wurde für den erweiterten Kader nominiert. Der zweite Lehrgang fand Mitte April statt und beinhaltete auch ein Testspiel einer DFB-Auswahl gegen Fortuna Düsseldorf. Beim 1:0-Erfolg der DFB-Elf spielte er auf Halbrechts. Im letzten WM-Lehrgang vom 7. bis 19. Mai mit 38 Spielern konnte er sich allerdings nicht in das endgültige Aufgebot spielen. Dafür ist aber am 24. Juni 1934 im Kampfspielpokal ein Einsatz in Königsberg beim 4:0-Erfolg in der Niederrheinauswahl gegen Ostpreußen notiert.
Als Soldat kam er 1936 nach Osnabrück und wechselte zum VfL Osnabrück. Hier war er eine der Stützen, die den Verein zu einem ernsthaften Rivalen von Hannover 96 in der Gauliga Niedersachsen machten. In der Runde 1936/37 glückte die sofortige Rückkehr in die Gauliga mit den Lila-Weißen und 1937/38 als Aufsteiger konnte die Vizemeisterschaft hinter dem späteren Deutschen Meister Hannover 96 erreicht werden. 1939 und 1940 gewann er mit den Osnabrückern die niedersächsische Gau-Meisterschaft und nahm jeweils an den Spielen zur deutschen Meisterschaft teil. Am 26. Februar 1939 gelang der „Gartlager-Elf“ unter Trainer Walter Hollstein ein vorentscheidender Sieg gegen Hannover beim Gewinn der ersten Gauligameisterschaft. In der Endrunde um die deutsche Meisterschaft 1939 wurde in den Gruppenspielen ein zweiter Platz hinter dem Hamburger SV errungen. Den zweiten Meistertitel errangen die „Lila-Weißen“ 1940 durch zwei Entscheidungsspiele der Staffelsieger Nord gegen Süd (3:2, 2:2) gegen Hannover 96. Insgesamt wird Billen in den zwei Endrunden mit elf Einsätzen und zwei Toren für Osnabrück geführt.
Aber auch im Tschammer-Pokal war er mit dem Team von der Bremer Brücke aktiv. In der Saison 1938/39 schaltete man den VfB Bielefeld (3:1) in der ersten Hauptrunde aus, bezwang am 19. November 1939 mit 3:2 den FC Schalke 04 mit deren Paradestürmern Hermann Eppenhoff, Fritz Szepan, Ernst Kalwitzki, Ernst Kuzorra und Karl Barufka, ehe man sich mit dem Innensturm Billen, Adolf Vetter und Friedel Meyer durch eine 0:4-Niederlage beim SV Waldhof Mannheim aus dem Wettbewerb verabschiedete.
Nach dem Zweiten Weltkrieg war „Mattes“ Billen einer der treibenden Kräfte beim Wiederaufbau des VfL. Er spielte noch bis einschließlich der ersten Oberligasaison 1947/48 für den VfL Osnabrück, dann beendete er nach einem Beinbruch seine Laufbahn. 1952 schloss er seine Ausbildung zum Fußballlehrer ab. Billen war dann jahrelang als Trainer unterklassiger Mannschaften – unter anderem bei SV Bad Oeynhausen, Ballsport Eversburg, Raspo Osnabrück, Ibbenbürener Spvg, TuRa Grönenberg Melle, Sportfreunde Oesede – im Raum Osnabrück tätig.

### Auswahlmannschaften
Am 27. September 1936 kam Billen dann doch zu seinem Länderspiel. Gleichzeitig fanden zwei Spiele der deutschen Auswahl statt und Billen lief in Krefeld bei der von Sepp Herberger betreuten DFB-Elf gegen Luxemburg auf. Beim 7:2-Erfolg gelang dem Halbrechten allerdings im Innensturm neben Mittelstürmer Ernst Poertgen und Halblinks Ernst Kuzorra kein Torerfolg. Billen war der erste Nationalspieler des VfL Osnabrück. Für die Nationalmannschaft spielte Billen zwar nicht mehr, wurde aber regelmäßig für Spiele der Niedersachsenauswahl nominiert.
Mit der Niedersachsenauswahl kam er im Juli 1938 nach Erfolgen gegen Sachsen (2:0), Brandenburg (3:1; 1 Tor) und Südwest (4:1; 1 Tor) in das Finale beim Deutschen Turn- und Sportfest-Turnier in Breslau. Vor 70.000 Zuschauern hatte die NFV-Auswahl mit Heinz Flotho, Heinz Ditgens, Albert Sukop, Werner Schulz, Billen, Ludwig Pöhler und Matthias Heidemann aber bei der 1:4-Niederlage gegen die „Ostmark“ – es war die vormalige Österreichische Nationalmannschaft mit Peter Platzer, Karl Sesta, Willibald Schmaus, Karl Zischek, Wilhelm Hahnemann, Josef Stroh, Leopold Neumer und Johann Pesser – keine Chance.